# Бургунка (река)
Бургунка (укр. Бургунка) — правый приток реки Казак, расположенный на территории Бериславского района (Херсонская область, Украина).

## География
Длина — 17 км. Площадь бассейна — н/д км². 
Русло в верховье пересыхает, есть запруды, в нижнем течении созданы крупные пруды. Берега и пруды зарастают прибрежно-водной растительностью. 
Берёт начало в балке возле села Веровка. Река течёт на юг. Впадает в рукав Днепра Казак непосредственно южнее села Ольговка.
Притоки (от истока к устью): безымянные ручьи
Населённые пункты на реке (от истока к устью):
1. Бургунка
2. Ольговка

Приустьевая часть реки расположена в границах Нижнеднепровского национального природного парка.